# Natura 2000-område nr. 175 Horreby Lyng og Listrup Lyng
Natura 2000-område nr. 175 Horreby Lyng og Listrup Lyng  er et Natura 2000-område der består af habitatområderne H154 og H252 og  fuglebeskyttelsesområdet F124 har et areal på  715 hektar hvoraf de 8 ha udgøres af søerne.  Området er hovedsageligt statsejet.

## Områdebeskrivelse
Horreby Lyng er den største højmose på Lolland og Falster, hvor der findes en række karakteristiske højmoseplanter som rundbladet soldug, tranebær,
liden- og alm. blærerod, hvid næbfrø og rosmarinlyng samt den fredede kongebregne. 
Vest og nord for selve mosen findes rigkær med bl.a. majgøgeurt og løgurt. Højmosen er levested for
habitatarten stor kærguldsmed, som første gang blev registreret i området i 2004.
En stor del af området ved Listrup Lyng udgøres af skovbevokset tørvemose samt bøgeskov. Kun tørvegravene med de brunvandede søer, og de spredte engområder i Hannenov-Ovstrup skovene er lysåbne. Dette habitatområde er udpeget af hensyn til forekomsten af stor kærguldsmed. Tranen har i en årrække holdt til på engene ved Borremosen og Fjællebro, hvor den også har haft ynglesucces.
Natura 2000-området ligger   i Vandområdedistrikt II Sjælland  i vandplanomåde  2.5 Smålandsfarvandet.  i  Guldborgsund Kommune

## Fredninger
En del af Horreby Lyng blev fredet i 1961, og  i 1981 blev hele mosen blev  i alt ca. 254 ha fredet.